# Испанская гончая
Испанская гончая (исп. Sabueso Español) — старинная порода континентальных гончих собак, выведенная в северной Испании.
Основным назначением этих собак традиционно является одиночная работа по следу.
Другое название породы — сабуесо, сабуэсо эспаньол.

## История породы
Первое упоминание о сабуесо встречается в документах XIII века. Точное происхождение предков собак этой породы остаётся неизвестным, предположительно они происходят от завезённых из Франции собак и имеют родство с кельтскими гончими и гончими Святого Губерта.
В период Ренессанса испанские гончие использовались для охоты преимущественно стаями. В этот период сформировалось два основных типа породы — большая и малая испанские гончие.
После XVI века, когда в Испании был введён запрет на сворную охоту, поголовье собак этой породы стало заметно снижаться. Основное поголовье сабуесо сохранилось на Иберийском полуострове в силу его географической изоляции и меньшего влияния центральной Испании.
В начале XX века начались работы по возрождению этой породы, и к середине XX века поголовье вновь увеличилось.
Порода признана Международной кинологической федерацией в 1957 году, официальный действующий стандарт опубликован в 1982 году.
В настоящее время поголовье породы достаточно многочисленно и стабильно, при этом официальному стандарту FCI больше соответствует более лёгкая разновидность породы, которая у себя на родине называется малой испанской гончей. Выставочное поголовье формируется главным образом на основе этих собак, а вот собаки более крупных линий, называемые на родине большой испанской гончей, главным образом участвуют в получении поголовья рабочих линий.

## Внешний вид
Испанские гончие являются собаками среднего размера, производят впечатление крепких и приземистых, но элегантных животных. Их отличают динамичные, энергичные движения.
Голова длинная, большая, с выпуклым лбом и хорошо выраженными брылями. Переход ото лба к морде также хорошо выражен. Мочка носа крупная, губы тонкие складчатые.
Глаза небольшие, карего цвета. Веки отвисающие, имеют контрастный тёмный окрас.
Уши низко посажены, длинные и тонкие, полностью свисающие.
Шея короткая, мускулистая, с заметными складками кожи.
Корпус удлиненный, сильный, с глубокой развитой грудью. Спина прямая, линия крупа не выражена, живот слегка подтянут.
Хвост поставлен не высоко, толстый, слегка сужается к кончику.
Лапы короче среднего, костистые, с крупными суставами. Пальцы собраны плотно, имеют хорошо развитые когти.
Шерсть короткая, должна обладать выраженным блеском.
Допустимые окрасы: пегий красный, пегий рыжий, пегий чёрный.
Высота в холке кобелей — 52—57 см, сук — 48—53 см, допускается отклонение  на 1 см в бо́льшую сторону. Вес — 23—25 кг.

## Характер
Испанские гончие обладают уравновешенным, спокойным характером. При этом их отличает независимость и высокая самостоятельность в принятии решений, могут быть упрямы, что создает ряд трудностей при их обучении. Собаки этой породы не предназначены для освоения сложной дрессировки и не подходят начинающим собаковладельцам.
Сабуесо не привязчивы к конкретному человеку, не склонны к контакту с людьми и совместным играм.
Во время охоты эти собаки ведут себя азартно и целеустремленно, но проявляют высокий уровень агрессии к зверю. При преследовании добычи собак энергичны и активны.
Несмотря на высокие охотничьи качества, испанские гончие не склонны к агрессии в адрес собак.

## Применение
Основным применением собак этой породы была и остаётся охота. Также эти собаки принимают участие в рабочих испытаниях и выставках.
Важно учитывать, что эти собаки не подходят в качестве собаки-компаньона, несмотря на то, что могут спокойно уживаться с другими домашними животными.